# Canton Echeandia
Canton Echeandia är en kanton i Ecuador.   Den ligger i provinsen Bolívar, i den centrala delen av landet, 160 km sydväst om huvudstaden Quito.